# Hans Ulrich Anke
Hans Ulrich Anke (* 1. September 1968 in Hannover) ist ein Jurist im Kirchendienst der Evangelischen Kirche in Deutschland (EKD). Seit 2010  ist er Präsident des Kirchenamtes der EKD und Leiter von dessen Hauptabteilung I (Leitung, Recht und Finanzen). Seit 2011 ist er für die EKD Mitglied des ZDF-Fernsehrats. 

## Leben
Hans Ulrich Anke ist im niedersächsischen Rodenberg am Deister aufgewachsen. Von 1989 bis 1995 studierte er in Göttingen und Caen in Frankreich Rechtswissenschaft und Romanistik. Von 1995 bis 1998 war er wissenschaftlicher Mitarbeiter am Lehrstuhl für Öffentliches Recht und Kirchenrecht an der Martin-Luther-Universität Halle-Wittenberg und promovierte dort im Jahre 1999 mit einer Arbeit über „die Neubestimmung des Staat-Kirche-Verhältnisses in den neuen Ländern durch Staatskirchenverträge“ (siehe auch: Staatskirchenrecht (Deutschland)).
Im Jahr 1998 wurde Anke Rechtsreferendar am Landgericht Lübeck. Zwei Jahre später wechselte er als Jurist in das Landeskirchenamt Hannover der Evangelisch-lutherischen Landeskirche Hannovers. Im Jahr 2003 wurde Anke zum Oberkirchenrat und 2007 zum Oberlandeskirchenrat ernannt. Als Oberlandeskirchenrat war er Mitglied des Kollegiums des Landeskirchenamtes. Er war u. a.für die Bereiche Kirchensteuer, Haushalte der landeskirchlichen Vereinigungen, Zuweisungen an die kirchlichen Körperschaften und Vermögensaufsicht zuständig.
Im Jahr 2008 wechselte Anke vom hannoverschen Landeskirchenamt in das ebenfalls in Hannover ansässige Kirchenamt der Evangelischen Kirche in Deutschland, dessen Vizepräsident und Leiter der Rechtsabteilung er wurde. Zwei Jahre später wurde Anke als Nachfolger von Hermann Barth zum (bisher jüngsten) Präsidenten des Kirchenamtes der EKD gewählt. Diese Aufgabe übernahm er am 1. Dezember 2010.
Seit Januar 2011 ist Anke als Vertreter des EKD Mitglied des ZDF-Fernsehrats. Dort ist er seit 2011 Mitglied des Programmausschusses Programmdirektion, seit 2016 darüber hinaus Mitglied und stellvertretender Vorsitzender des Ausschusses für Strategie und Koordinierung. 
Anke ist ferner Mitglied in zahlreichen Aufsichtsräten und anderen Kontrollgremien: Er ist Vorsitzender des Aufsichtsrates der Diakovere gGmbH, Mitglied der Aufsichtsräte der EDG Beteiligungsgenossenschaft eG, der Evangelischen Bank eG, des Evangelischen Werkes für Diakonie und Entwicklung e. V. und des Gemeinschaftswerkes der Evangelischen Publizistik gGmbH. Bei der Ecclesia Gruppe ist er Vorsitzender der Gesellschafterversammlung der Ecclesia Holding GmbH und Vorsitzender des Gesellschafterausschusses der VMD Versicherungsdienst GmbH. Daneben ist er Vorsitzender des Vorstandes der Evangelischen Wittenbergstiftung der EKD, Mitglied des Kuratoriums der AMCHA-Stiftung Deutschland e. V. und Mitglied des Beirats der Hanns-Lilje-Stiftung.
Hans Ulrich Anke ist verheiratet und hat drei Kinder.

## Schriften
- Die Neubestimmung des Staat-Kirche-Verhältnisses in den neuen Ländern durch Staatskirchenverträge: zu den Möglichkeiten und Grenzen des staatskirchenvertraglichen Gestaltungsinstruments. Mohr Siebeck, Tübingen 2000, ISBN 3-16-147319-1 (Zugleich Dissertation, Universität Halle, 1999).
- als Herausgeber, zusammen mit Heinrich de Wall und Hans Michael Heinig: Handbuch des evangelischen Kirchenrechts. Mohr Siebeck, Tübingen 2016, ISBN 978-3-16-154606-8.